# آجار تربتيكيز الصويا

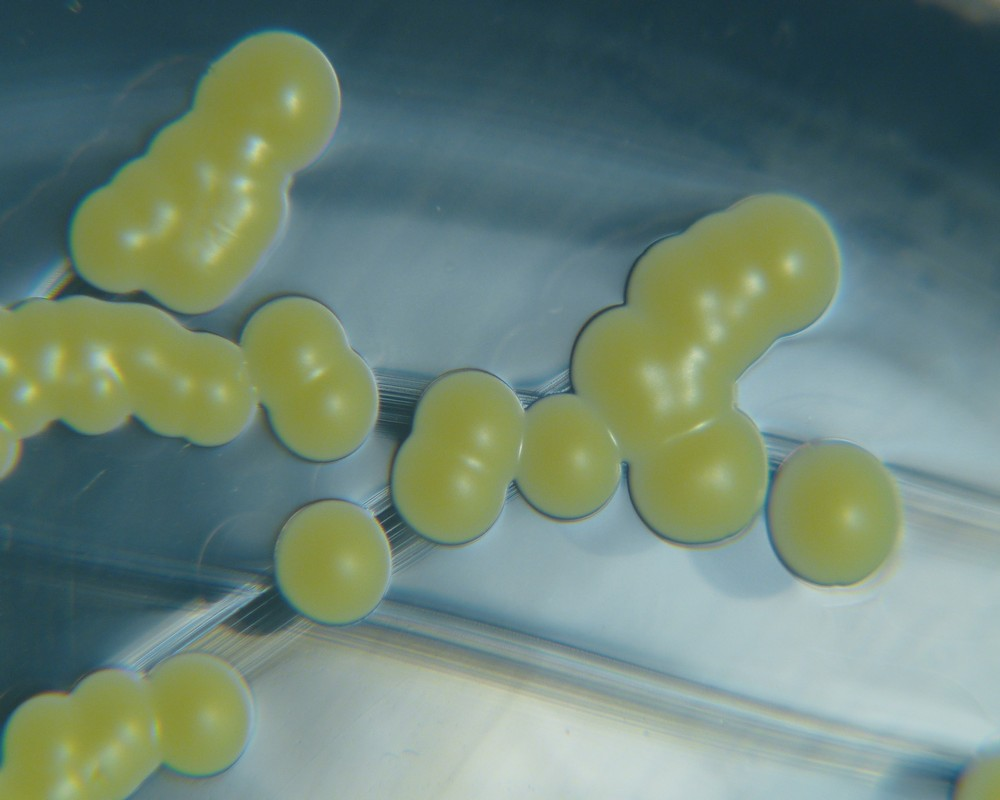

أجار تربتيكيز الصويا  (بالإنجليزية : Trypticase soy bean agar) عبارة عن وسط لنمو البكتيريا .
يحتوي الوسط على خلاصات إنزيمية من الكازين ومسحوق فول الصويا والتي توفر الأحماض الأمينية والمواد النيتروجينية الأخرى مما يجعله وسط مغذي لمجموعة متنوعة من الكائنات .
يمثل الدكستروز مصدر الطاقة. ويحافظ كلوريد الصوديوم على التوازن الأسموزي بينما يقوم الفوسفات ثنائي البوتاسيوم بدور المادة المحافظة على درجة الحموضة pH .
ويستخدم الأجار المستخرج من أي عدد من الكائنات كعامل تبلور. وقد يتم تزويد الوسط بالدم لتسهيل نمو عدد أكبر من البكتيريا شديدة الحساسية أو إضافة عوامل مضادة للميكروبات وذلك للسماح باختيار مجموعات ميكروبية متنوعة من الفلورا أو النموات النقية. وكما هو الحال في أي وسط غذائي، قد يتم إجراء تغييرات طفيفة للتماشي مع ظروف معينة .
يحتوي الواحد لتر من أجار على:
- 15 جرام تريبتون
- 5 جرام صويا تون (بالإنجليزية : Soytone) – خلاصة إنزيمية لمسحوق فول الصويا
- 5 جرام كلوريد الصوديوم
- 15 جرام أجار

## حواشي
1. ↑  Japanese Government, Ministry of Health, Labour and Welfare (2009, September 30)The Japanese Pharmacopeia 15th Edition Supplement 2.Ministerial Notification No. 425, p. 20 نسخة محفوظة 04 مارس 2016 على موقع واي باك مشين.